# Mare Armènia
Mare Armènia (en armeni: Mayr Hayastan) és un monument situat al parc de la Victòria a Yerevan, capital d'Armènia, que consta d'un museu militar, una Tomba al Soldat desconegut, i l'estàtua.

## Història
Sota el govern de Stalin durant la Unió Soviètica, Grigor Harutyunyan, primer secretari del Comitè Central del Partit Comunista Armeni, i alguns membres del govern de l'època construïren un monument gegant al dictador. L'estàtua fou esculpida per Serguei Merkúrov i la base va ser encarregada a l'arquitecte Rafael Israelian. Aquest, pensant que una estàtua només era un honor temporal, dissenyà un monument tan important com l'estàtua que portava com a base. La base està construïda com una església (almenys l'interior), inspirada en l'església de Santa Hripsime d'Edjmiatsín. El monument s'inaugurà el 29 de novembre del 1950.
L'estàtua es va tombar el 1962 i no va ser substituïda per l'actual, obra d'Ara Harutiunian, fins al 1967.

## Característiques

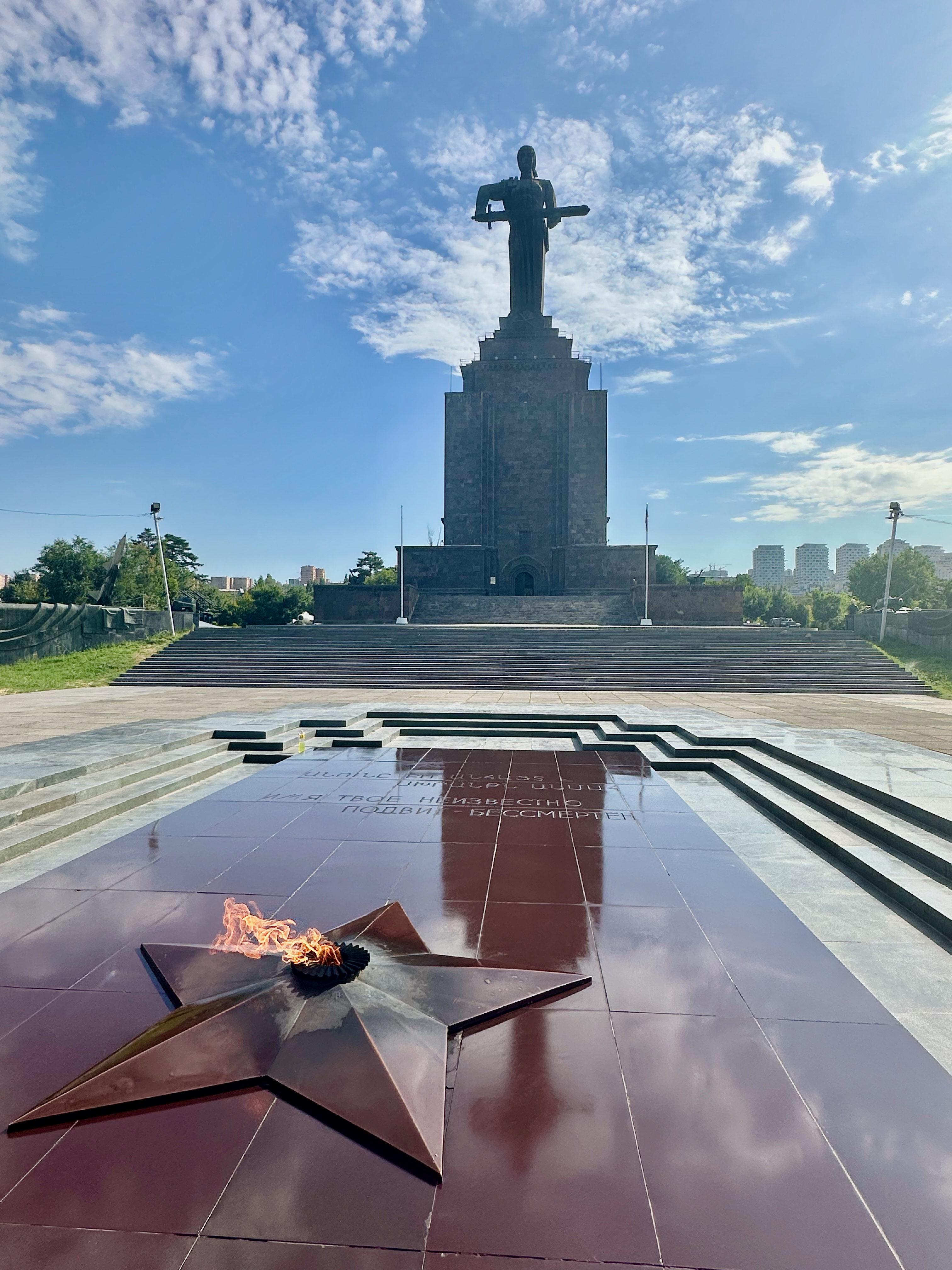
Mare Armènia

La situació estratègica del monument al parc de la Victòria, damunt un dels turons d'Erevan, fa la sensació que la Mare Armènia vigila tota la ciutat. Ocupa una superfície de 3.000 m2 al bell mig d'aquest gran parc d'Erevan.
La base de 29 metres d'alçada alberga un museu de 5 pisos, el Museu Militar del Ministeri de Defensa. Està dedicat principalment a l'heroisme dels 650.000 armenis que participaren en la Segona Guerra Mundial i als soldats de la Guerra de Nagorno-Alt Karabakh. L'estàtua, més petita, fa 22 metres d'alçada.